# 埃米尔·博布
埃米尔·博布（羅馬尼亞語：Emil Bobu；1927年2月22日—2014年7月12日），是摩尔多瓦人，罗马尼亚共产党中央政治执行委员会委员、中央书记处书记，罗马尼亚国务委员会副主席、经济和社会发展最高委员会副主席。

## 生平
1927年，出生于罗马尼亚博托沙尼县的农民家庭。1941年，在国营铁路公司职业技术学校当学徒。11月，入党。1943年，在雅西铁路工厂当车床操作员。1947年，为雅西铁路工厂车间共青团负责人。1948年，在布加勒斯特的师范学校和罗马尼亚铁路子弟学校学习。1949年，在雅西大学法学院学习。
1950年，为罗马尼亚人民共和国司法部首席法律顾问、布加勒斯特军事检察院检察官。1952年，任国家总检察院上尉检察官和司法监督局局长。1953年，任罗马尼亚工人党中央委员会行政机关部法制指导员。11月，任党中央行政机关部政治行政处副处长，负责监狱和劳改营工作。1956年，在罗共中央高级党校学习。1958年，任罗马尼亚工人党中央群众组织部指导员。1959年，任罗马尼亚工人党苏恰瓦州委员会委员。
1960年，为中央候补委员。1965年，任苏恰瓦州人民委员会执行委员会主席。5月，任罗马尼亚共产党苏恰瓦县委员会第一书记兼苏恰瓦县人民委员会执行委员会主席。7月，为罗共中央委员。1973年，任罗马尼亚社会主义共和国内务部长兼罗马尼亚社会主义共和国国防委员会委员。1974年，为中央政治执行委员会候补委员。7月，为罗马尼亚社会主义民主和团结阵线全国委员会执行局委员。11月，为罗马尼亚共产党中央政治执行委员会委员。
1975年，任罗马尼亚共产党中央书记处书记，分管军事和政法工作。3月，任罗马尼亚社会主义共和国国务委员会副主席。1979年，任罗马尼亚总工会中央理事会主席兼国家劳动部长。1981年，被解除劳动部长、总工会中央理事会主席职务。1982年，任副总理兼全国农业、食品工业、林业和水利委员会主席。5月，又任中央委员会书记，主管组织工作。6月，任经济和社会组织委员会主席。12月，又为罗马尼亚经济和社会发展最高委员会副主席、全国劳动人民委员会第一副主席、执行局主席。
1989年，罗马尼亚革命，同齐奥塞斯库夫妇出逃。12月，被逮捕入狱。1990年，以“种族灭绝罪”判处终身监禁并处没收个人全部财产。1993年，罗马尼亚最高法院以“严重谋杀罪和企图谋杀罪”的同谋和共犯改判有期徒刑10年，剥夺公民权利5年。1993年，假释申请。2014年，病逝。